# Sokół i Jaskółka
Sokół i Jaskółka (ros. Сокол и Ласточка) – czwarta powieść Borisa Akunina z cyklu Przygody magistra (ros. Приключения магистра). 

## Fabuła
Wiosną 2009 roku Nikołaj Aleksandrowicz Fandorin wypłynął w rejs po Morzu Karaibskim liniowcem wycieczkowym „Sokół”. Towarzyszyła mu zamożna angielska ciotka, która opłaciła podróż, a dodatkowo miała dla swojego krewniaka zagadkę w postaci osiemnastowiecznych listów, które zawierały zaszyfrowaną informację o ukrytym skarbie.
W innym wątku przenosimy się do 1702 roku do fregaty „Jaskółka”, którą podróżuje przodkini Nikołaja, Letycja von Dorn. Jej historię obserwujemy oczami dużej japońskiej papugi szlachetnej o imieniu Andoku.